# Lynden Gooch
Lynden Jack Gooch (ur. 24 grudnia 1995 w Santa Cruz) – amerykański piłkarz występujący na pozycji pomocnika w Stoke City.